# Krumpáč

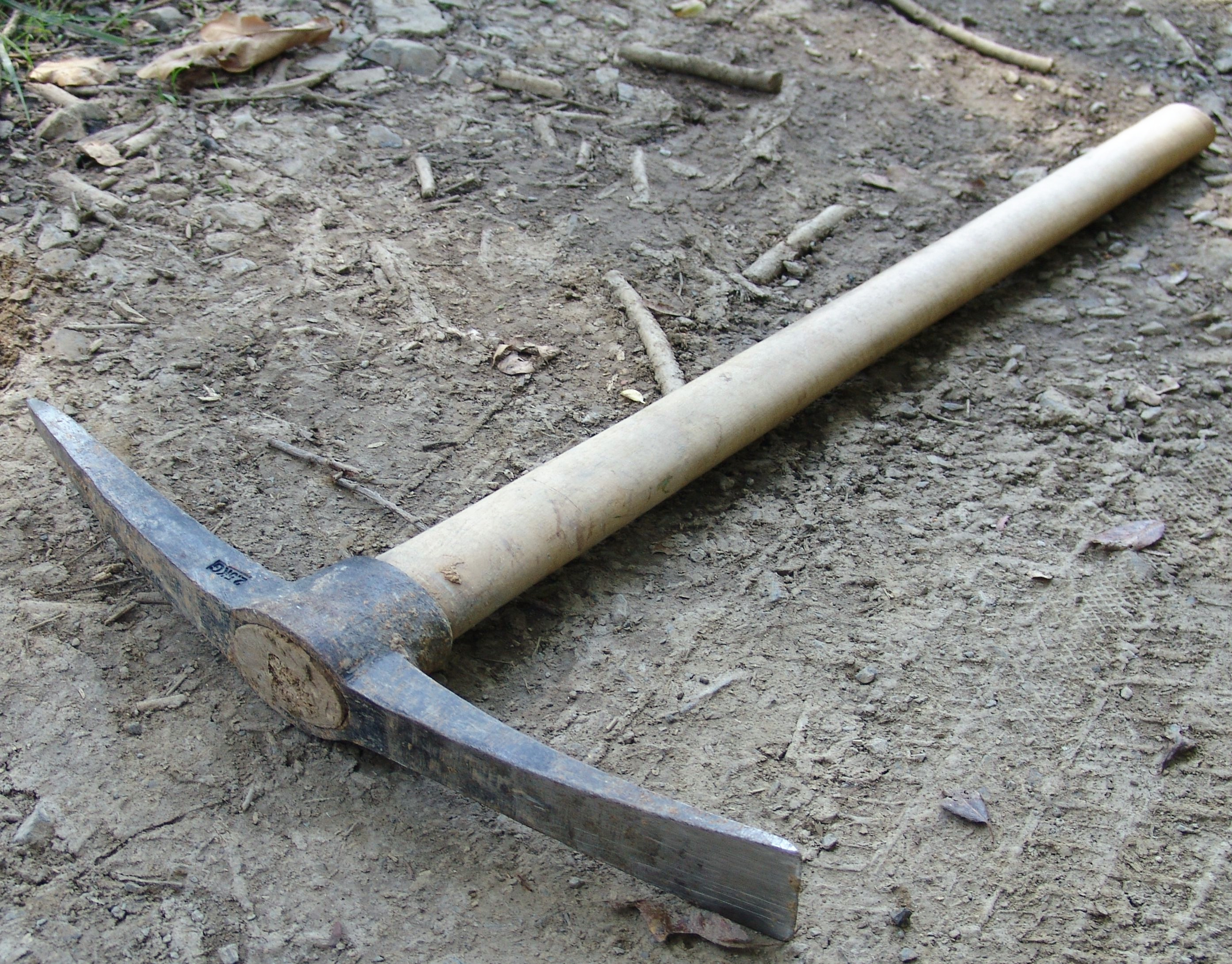
Krumpáč

Krumpáč je druh těžké motyky, sloužící jako nástroj pro oddělování zeminy při ručně prováděných zemních pracích. Skládá se z dřevěné, obvykle bukové násady a dvoustranné ocelové části s hrotem na jedné a tenkým klínem na druhé straně. Je to nástroj jednoduchý, ale platí zde nepřímá úměra: čím jednodušší nástroj, tím větší zručnost a cvik dělník potřebuje, jestliže s ním má pracovat den co den. Za 1. světové války měli zákopníci denní normu 3 m3 zeminy, to znamená 660 plných, středně velkých lopat zeminy nakopat a vyházet. Aby bylo možno tu dřinu vydržet, záleželo na každém pohybu. Na krumpáč se netlačí, zvedá se přesně do potřebné výšky a kopání se provádí jen kinetickou energií jeho volného pádu. Pozorujeme-li zkušeného kopáče při práci, máme dojem, jakoby si krumpáčem jen tak lehce pohazoval. Princip je ve stále stejném odkrajování zeminy širší stranou krumpáče. U tvrdšího nebo kamenitého podloží je možno použít špičatý konec krumpáče, který snáze rozruší a pronikne podkladem. Špice krupáče se taktéž používá k vyvalení kamenů na velkém kolovrátku. Zkušený kopáč si chrání železné ostří a proto si kamenitou zeminu prověří (rozkope) špicí boty.
Násady krumpáče jsou cca metrové, protože se vyrábí z metrového dřeva, u stojícího muže ale má násada dosahovat do hrudního důlku (solar), takže pro muže výšky 180 cm je výška násady 125 cm. Krumpáč musí být kovářem tence vykovaný a naostřený. Nově zakoupený krumpáč patří hned ke kováři. Je vizitkou firmy, jakým nářadím své pracovníky vybaví.
Použití krumpáče je omezeno na měkké, drobivé a středně kamenité podloží. Krumpáč nepoužíváme místo pajsru, většinou se zlomí násada.
Jen krumpáčem (tedy ručně) se smí provádět výkop zeminy, hrozí-li poškození kabelů nebo potrubí, uložených v zemi. Např. pokuty za bagrem přetržený telefonní kabel se pohybují i ve statisících.
Poznámka: Slovem kopáč označujeme obvykle člověka pracujícího s krumpáčem a lopatou, nicméně mezi velmi zvláštní motyky patří i nástroj zvaný kopáč. Jedná se de facto o běžné podávací vidle, které mají bodce v polovině délky zahnuté o 90 stupňů (tedy do pravého úhlu). Nástroj slouží k posunu sena či slámy tahem.

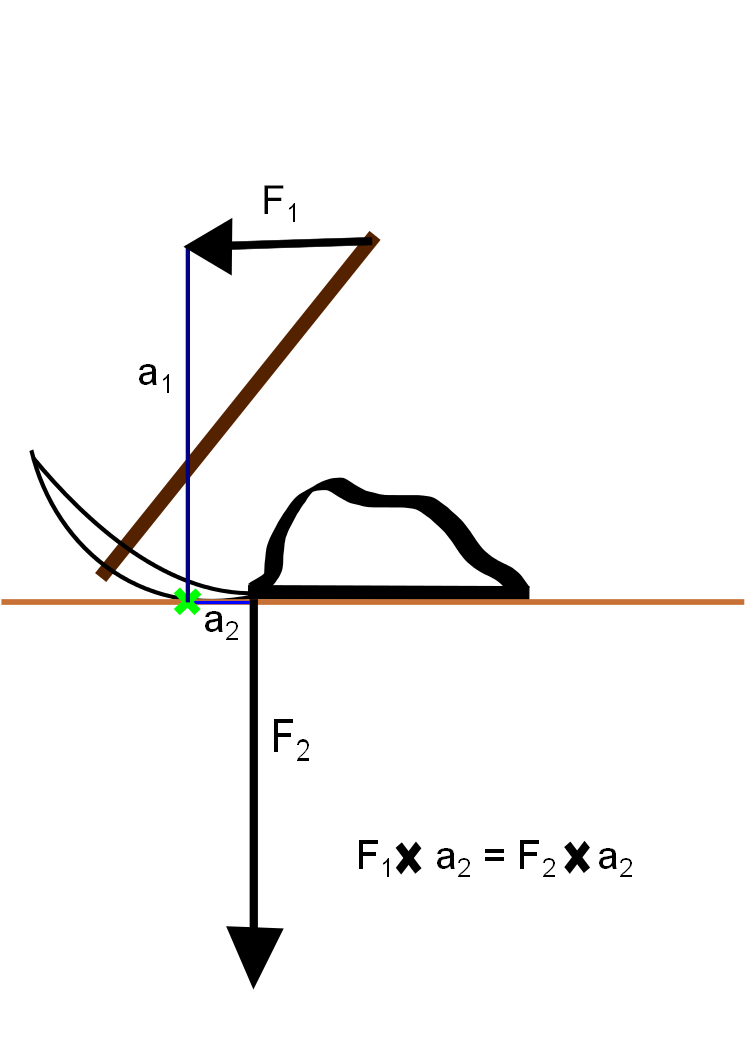
Působení sil při práci s krumpáčem.